# رنک برین
رنک برین یک الگوریتم موتور جستجو مبتنی بر یادگیری ماشین است که استفاده از آن توسط گوگل در ۲۶ اکتبر ۲۰۱۵ تأیید شده‌است. این کار به گوگل کمک می‌کند تا نتایج جستجو را پردازش کند و نتایج جستجوی مرتبط‌تر را برای کاربران فراهم کند.
گوگل در یک مصاحبه در سال ۲۰۱۵، اظهار داشت که رنک برین سومین عامل مهم در الگوریتم رتبه‌بندی همراه با لینک‌ها و محتوا است.
تا سال ۲۰۱۵، «رنک برین برای کمتر از ۱۵٪ از نتایج جستجوها نمایش داده شده‌است.»
نتایج حاکی از این است که رنک برین جستجوهایی را نمایش می‌دهد که مناسب برای بیشتر کاربران است.
قبل از متولد شدن رنک برین، صد درصد جستجوها و الگوریتم‌ها به صورت دستی انجام می‌شدند؛ که به خوبی نشان‌دهنده پیشرفت تیم مهندسی موتور جستجوی گوگل است.
با قدرت گرفتن هوش مصنوعی در پروژه گوگل دیپ مایند توانسته است که یادگیری لازم از علایق و جستجو‌های کاربران خود این الگوریتم با کمک هوش مصنوعی پیشرفت کافی را داشته باشد.

## پارامترهای مهم در الگوریتم رنک برین
اگر  نگاهی به استارت آپ ها، پلتفرم ها و شبکه های اجتماعی بیندازید، همگی در حال توسعه الگوریتم ها و منطق هایی در سیستم خود هستند که میزان تعامل را اندازه گیری کند و به محتوایی که تعامل بالاتری دارد، فرصت نمایش بیشتری دهد. این الگوریتم همانند سایر الگوریتم‌های گوگل، بر اساس معیارهایی کیفیت وب‌سایت‌ها را مورد سنجش قرار می‌دهد که در ادامه معرفی شده‌اند.
- نرخ کلیک (CTR): در الگوریتم RankBrain نرخ کلیک اهمیت بسیاری دارد. میزان کلیک کاربران در صفحه نتایج جستجو تعیین‌کننده مستقیم رتبه آن‌ها می‌باشد. همان‌گونه که در ابتدای مقاله اشاره شده است، این الگوریتم بر مبنای یادگیری ماشین و هوش مصنوعی است. نرخ کلیک بالا نشان‌دهنده مورد پسند بودن توسط کاربران می‌باشد.[۷]
- نرخ پرش (بانس ریت): بعد از میزان نرخ کلیک، نرخ پرش اهمیت دارد. یعنی کاربران پس از ورود به سایت، چه میزان به وب‌سایت علاقه‌مند بوده و از صفحات دیگر آن سایت بازدید کرده‌اند. فرایندی که گوگل در الگوریتم رنک برین طراحی کرده است، کاملا بر مبنای رفتار کاربران بوده و کمک به طبیعی‌تر شدن هر چه بیشتر نتایج بر اساس تعامل کاربران می‌کند. یعنی هر چه بیشتر یک سایت مورد توجه کاربران قرار بگیرد، رتبه بهتری نیز خواهد داشت.[۷]
- Pogo sticking: پوگو استیکینگ به معنای بازگشت سریع به صفحه نتایج جستجوی گوگل می‌باشد. این رفتار کاربر نشان‌دهنده عدم رضایت از صفحه باز‌شده می‌باشد. در مواردی مانند محتوای نامرتبط با آنچه در صفحه نتایج جستجو نمایش داده شده است و یا عدم موجودی یک کالا، این اتفاق رخ می‌دهد و کاربر سریعا روی دکمه Back، جهت بازگشت به صفحه نتایج جستجوی گوگل کلیک می‌کند.[۷]
- نرخ ماندگاری: مدت زمان ماندگاری کاربر در سایت نیز توسط الگوریتم رنک برین محاسبه می‌گردد. با توجه به اینکه محتوای طولانی مورد توجه گوگل است و رتبه خوبی می‌گیرد، برخی وب‌سایت‌ها با تکنیک‌های سئو کلاه سیاه و تولید محتوای طولانی و بی‌کیفیت قصد دارند رتبه خوبی در گوگل کسب نمایند. این پارامتر الگوریتم رنک برین باعث سنجش کیفیت محتوا می‌شود. هر چه کاربر زمان بیشتری در سایت بگذارند نشان از وجود محتوای با‌ارزش است و هر چه سریع‌تر از سایت خارج شود، نشان‌دهنده ضعیف بودن محتوای آن است. برای افزایش نرخ ماندگاری از ویدیوها استفاده می‌کنند.[۷]

تمامی موارد از زمانی که کاربر لینک شما را در صفحه نتایج (SERP) مشاهده می کند تا زمانی که وارد سایت شما شده و در آن گشت و گذار می کند را بهبود دهید. خلاصه باید به تجربه کاربری ( UI و UX ) اهمیت زیادی دهید.

## نحوه کار الگوریتم رنک برین
الگوریتم RankBrain جدید ترین الگوریتم گوگل است که بر پایه هوش مصنوعی و با وظیفه درک مفهوم کاربر از عبارت مورد جست و جو و همچنین چینش نتایج جست و جو با تکیه بر رفتار کاربران پیاده سازی شده است. به این معنا که در ابتدا وظیفه دارد بهترین سایت را با درک از مفهوم عبارت سرچ شده به کاربر نمایش دهد و ثانیا با توجه به رفتار کاربران نسبت به هر سایت، نتایج صفحات جست و جو را تغییر دهند.
قبل از الگوریتم رنک برین بار‌ها و بارها مشاهده می‌شد که کاربران در هنگام سرچ کردن با سایت‌های نا‌مرتبط رو به رو می‌شدند و یا سایت‌هایی که نیاز آن‌ها را برطرف نمی‌ساخت. اما به لطف این الگوریتم این مشکل تا حد بسیار زیادی کاهش پیدا کرده است.
الگوریتم رنک برین با در نظر گرفتن رفتار کاربران، امتیازات مختلفی به وبسایت می‌دهد. این الگوریتم به صورت مستقیم در رتبه‌بندی نتایج جستجوی گوگل تاثیر‌گذار است و سعی می‌کند بهترین نتایج را به کاربران نمایش دهد. وظیفه‌ی این هوش مصنوعی درک سرچ کاربران است. یعنی به صورت دقیق بفهمد که کاربر به دنبال چه چیزی است. از طرف دیگر سایر الگوریتم‌های گوگل وظیفه دارند که دقیقا موضوع سایت‌ها را بفهمند و محتوای هر صفحه را درک کنند.
نکته ای که در مورد کلیت الگوریتم رنک برین حائز اهمیت است و دانستن آن خالی از لطف نیست این است که این الگوریتم برخلاف دیگر الگوریتم‌های قدیمی گوگل که بر اساس یکسری معیار های ثابت و فرمول‌ها و معادلات ریاضیاتی نتایج را نمایش می‌دادند و تقریبا روالی ثابت را داشتند؛ به صورت دائمی و همیشگی در حال به روز رسانی و آپدیت است. این الگوریتم با یادگیری الگو های جدید در هر لحظه خود را به روز رسانی کرده و عملکرد بهتری را نسبت به روز‌های قبل از خود در اصلاح نتایج جست و جو نشان می‌دهد.
در رابطه با نحوه عملکرد الگوریتم رنک برین باید بگوییم که این الگوریتم ابتدا با تفسیر و درک مفهوم کلمه کلیدی سرچ شده و همچنین ارتباط و قرابت معنایی بین کلمات جست و جو شده به جای تکیه بر معنی تحت الفظی هر یک از کلمات، سعی در درک انتزاعی مفهوم سرچ شده میکند و به مقایسه آن با داده‌های درک شده قبلی می‌پردازد. افزون بر این، با به کار‌گیری پارامتر‌هایی مانند منطقه جغرافیایی کاربر، زبان جست و جو، سابقه سرج، و علایق شخص جست و جو کننده، سعی می‌کند نزدیک ترین نتیجه ممکن را به کاربر نمایش دهد.
به طور کلی میتوان گفت الگوریتم رنک برین گوگل بسته به دو بخش کلی تقسیم می شود: سنجش رفتار کاربر و در نظرگیری پارامترهای مؤثر در نمایش بهترین نتیجه. 
با همکاری سایر الگوریتم‌ها در درک و فهم محتوای یک سایت و نیز با درک کامل منظور کاربر، الگوریتم رنک برین مناسب‌ترین نتایج را به کاربران نمایش می‌دهد.

### تاثیر الگوریتم رنک برین بر سایر الگوریتم‌ها
الگوریتم رنک برین به گونه ای طراحی شده است که وظیفه آپدیت و به روز رسانی دیگر الگوریتم های گوگل( الگوریتم برت، الگوریتم پاندا، الگوریتم مرغ مگس خوار و...) را بر عهده دارد. به این صورت که این الگوریتم با هوش مصنوعی و یادگیری ماشینی که استفاده میکند، با استفاده از رفتار کاربران هسته اصلی خود را آپدیت کرده و این نوع به روز رسانی ها رو به طور اتوماتیک بر روی دیگر الگوریتم ها پیدا می‌کند. الگوریتم رنک برین به مرور زمان باهوش‌تر می‌شود و این باهوش‌تر شدن از سرچ کاربران و مشاهده نیاز‌های جدید از کاربران گوگل می‌شود. رنک برین با به دست آوردن اطلاعات جدید از تجربه کاربرها، این تجارب را روی سایر الگوریتم‌ها به صورت اتوماتیک پیاده‌سازی می‌کند و سایر الگوریتم‌ها را نیز آپدیت می‌کند. به نوعی می‌توان گفت که الگوریتم رنک برین وظیفه آپدیت سایر الگوریتم‌های گوگل را نیز بر عهده دارد.